# Nokia Lumia 620
Il Nokia Lumia 620 (IPA: [nɑkiə.lʊmɪɑ.sɪks.twentɪ]) è uno smartphone prodotto da Nokia che fa parte della serie Lumia. È il successore del Nokia Lumia 610 ma, contrariamente a quest'ultimo, ha un sistema operativo Windows Phone 8.
A poche settimane dal rilascio ufficiale, ha ottenuto ottimi risultati di vendita in India.
Il 23 luglio 2013, è stata annunciata l'uscita di una differente versione del Nokia Lumia 620, il Nokia Lumia 625, dotata di uno schermo più grande.

## Informazioni generali
Lo smartphone Nokia Lumia 620 è stato presentato il 5 dicembre 2012 al LeWeb; il dispositivo viene considerato di fascia medio-bassa. Nonostante il prezzo esiguo offre prestazioni al pari di smartphone più costosi e può vantare alcune caratteristiche come la fotocamera anteriore per le videochiamate tramite Skype.
La famiglia di smartphone Nokia Lumia permette di visualizzare, modificare, creare e condividere senza problemi i documenti di Microsoft Office. Sono disponibili gratuitamente e già preinstallati sul Lumia 620 i programmi Word, Excel e PowerPoint. Presente inoltre uno dei migliori client email per smartphone, i calendari condivisi con Microsoft for Exchange e OneNote per gestire al meglio gli appunti.
Grazie a Windows Phone 8 è possibile personalizzare il Nokia Lumia 620, organizzando le applicazioni da avere nella schermata iniziale grazie alle Live Tiles, con cui è possibile ricevere informazioni in tempo reale dalle applicazioni installate.
Presenti inoltre filtri digitali: Smart Shoot è la funzionalità che permette di fare più scatti con un solo clic e di modificare le immagini per avere la foto perfetta. La modalità Panorama permette invece di scattare foto in modalità panoramica, particolarmente utile per i paesaggi.
Particolare rilevante del Lumia 620 sono le cover rimovibili bicolori. Questo permette, oltre alla sostituzione della cover, anche la rimozione di batteria e aggiunta di una MicroSD.

## Caratteristiche e applicazioni
- ClearBlack Display che ne permette l'utilizzo anche sotto la luce diretta del sole.
- High Sensitive Touch, analogo al Super Sensitive Touch, aumenta la sensibilità del touch e ne consente l'utilizzo anche con i guanti; viene aggiunto con l'aggiornamento di sistema Lumia Amber[6].
- Schermata Colpo d'occhio, che sfrutta il sensore di prossimità per mostrare l'orario e lo stato del telefono quando esso è in stand-by; anch'essa aggiunta in seguito all'update Amber[7].
- Cover colorate intercambiabili che permettono di cambiare cover e batteria facilmente.[8]
- Fotocamera posteriore di 5 megapixel con autofocus e flash LED con lenti digitali per donare effetti particolari e originali alle foto.
- Fotocamera anteriore per fare foto e videochiamate su Skype
- Ampio display da 3,8 pollici.

Molte sono inoltre le applicazioni sviluppate da Nokia:
- HERE Maps sviluppata da Nokia che permette l'utilizzo delle mappe anche in modalità offline.
- Foto Effetto Cinema che aggiunge movimenti alle immagini statiche.
- Nokia Musica con Mix Radio che permette di ascoltare e scaricare gratuitamente oltre 150 mix playlist già disponibili oppure di crearne di personalizzate.
- Smart Shoot, che consente di creare la foto di gruppo perfetta, catturando immagini multiple e selezionando le migliori espressioni del viso.
- PhotoBeamer con cui è possibile far diventare il proprio Lumia un proiettore portatile.[9]
- Nokia Place Tag per far diventare le proprie immagini delle cartoline elettroniche con informazioni quali meteo, luogo, etc.
- Creazione Suoneria per personalizzare la suoneria del proprio smartphone.[10]

## Recensioni
Telefonino.net
HdBlog.it
Ciao.it
TestFreaks.it